# Cymbidium goeringii
Cymbidium goeringii är en orkidéart som först beskrevs av Heinrich Gustav Reichenbach, och fick sitt nu gällande namn av Heinrich Gustav Reichenbach. Cymbidium goeringii ingår i släktet Cymbidium, och familjen orkidéer. Inga underarter finns listade i Catalogue of Life.

## Bildgalleri

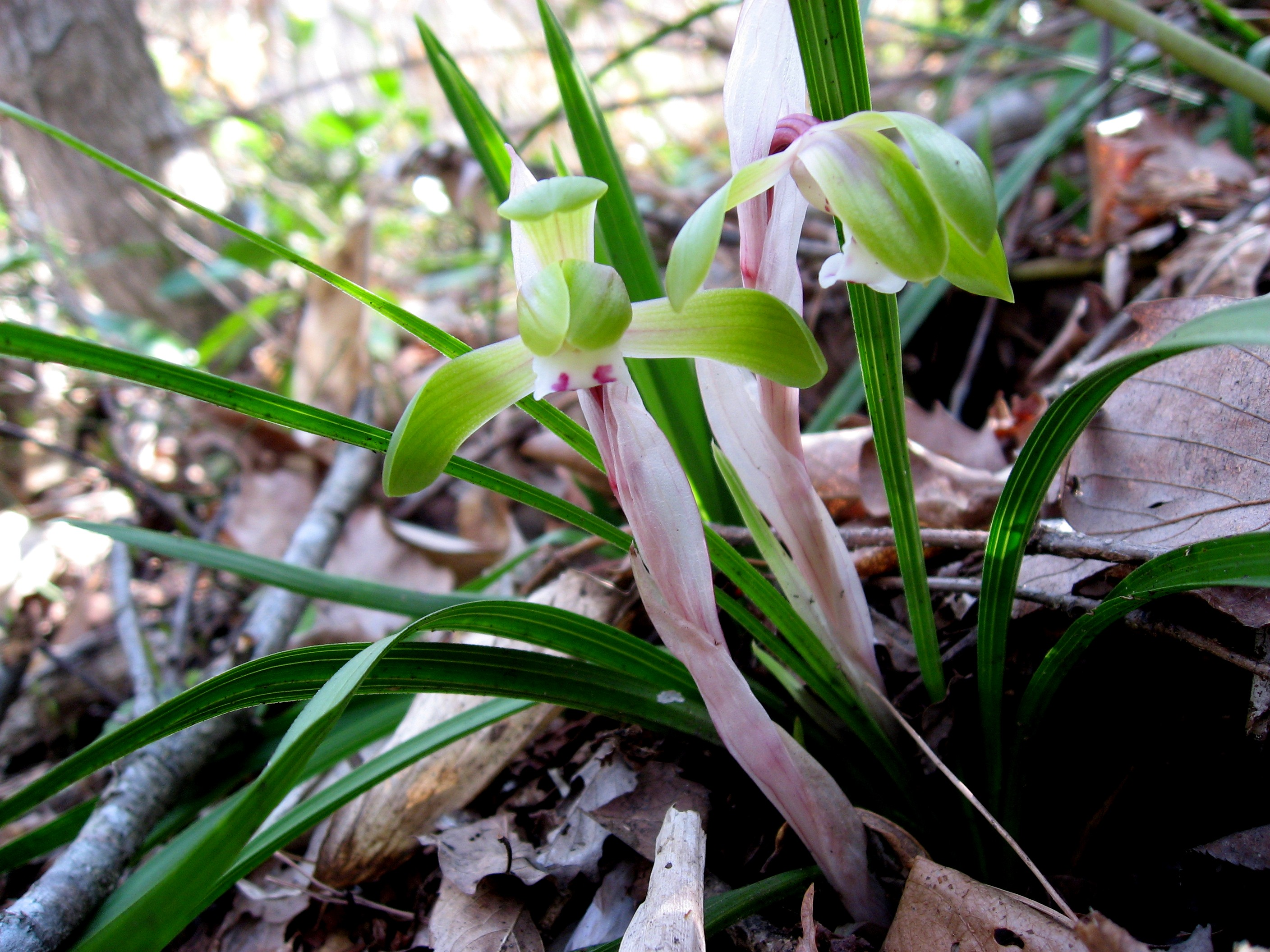
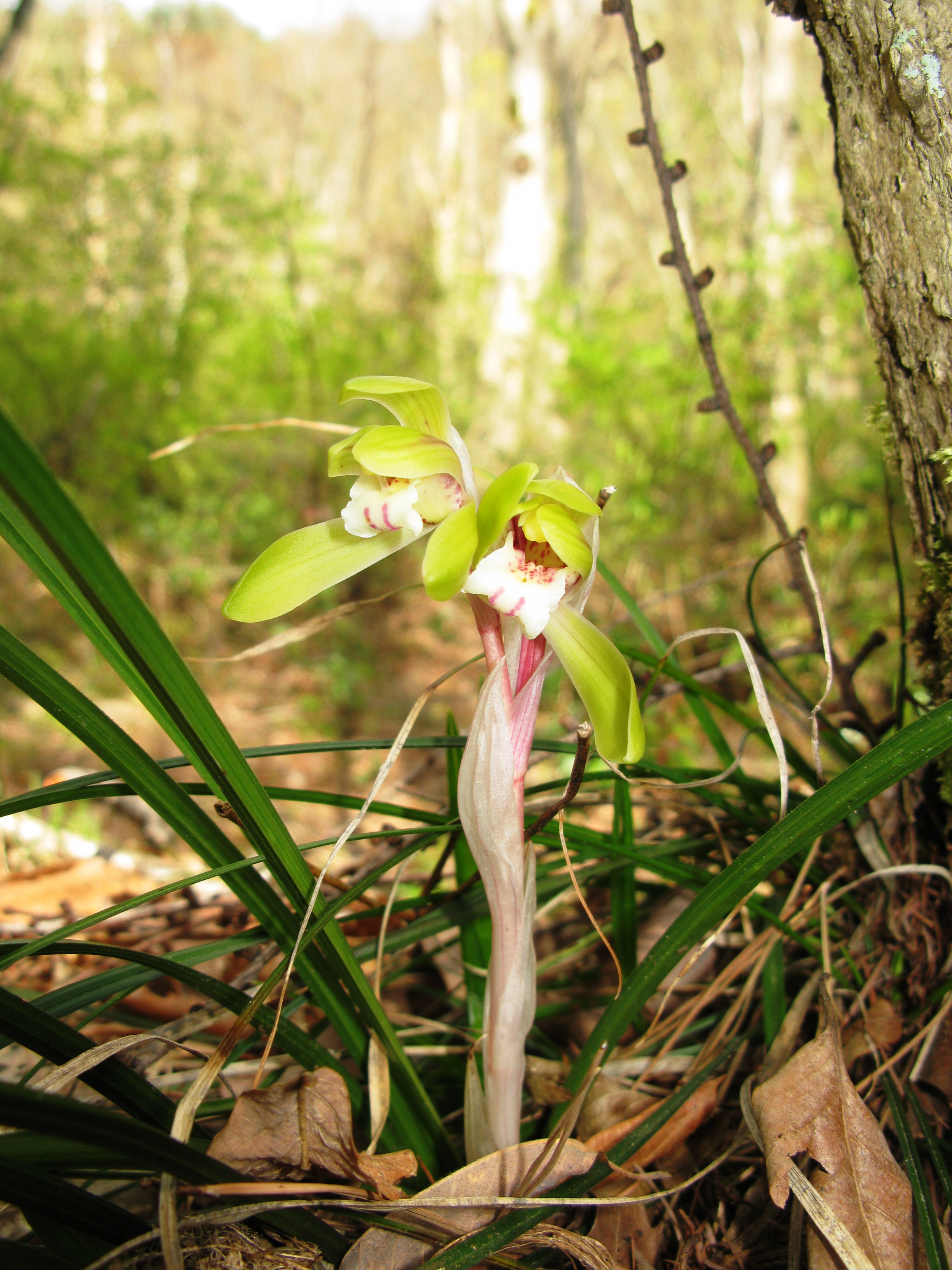
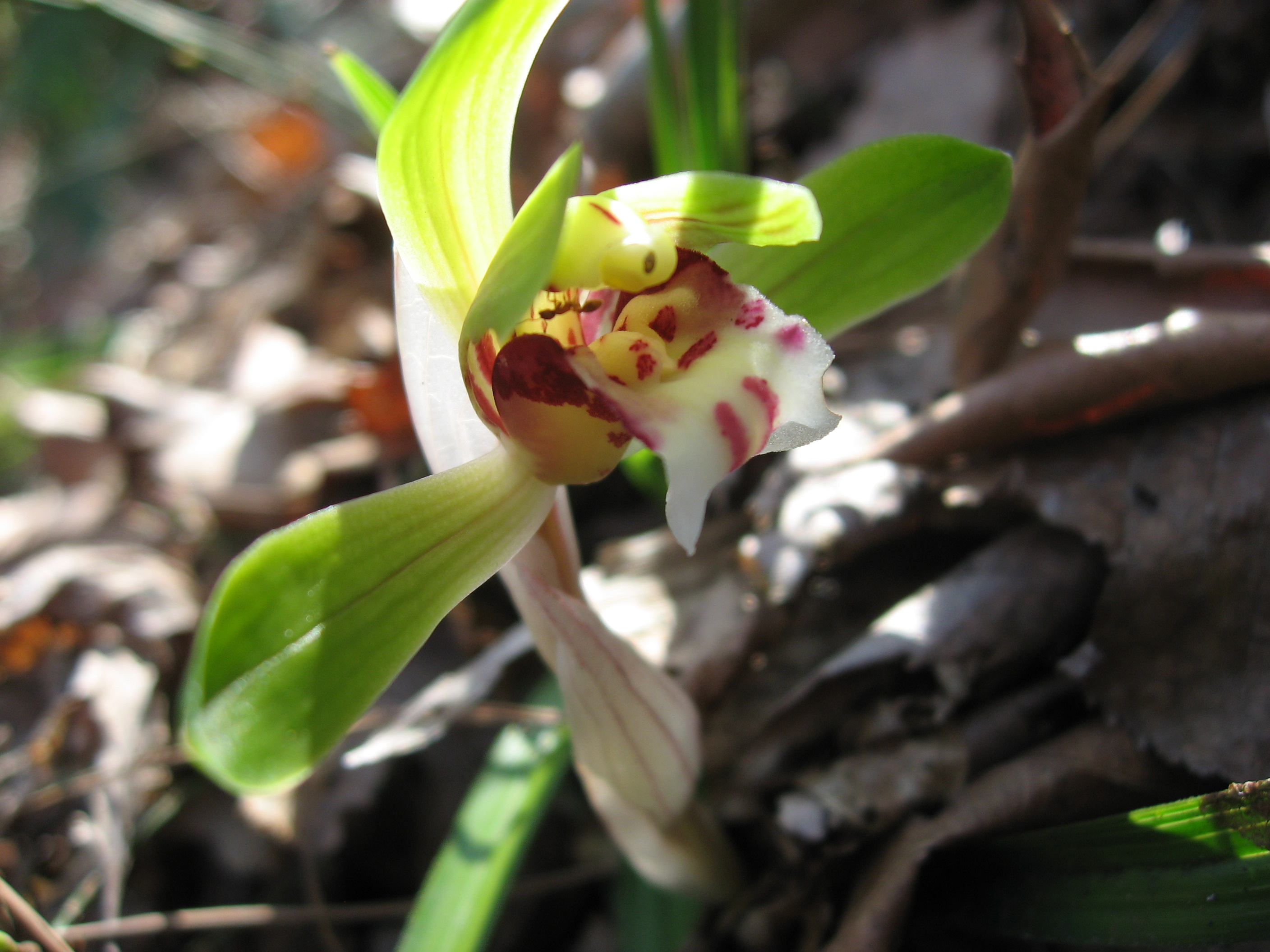
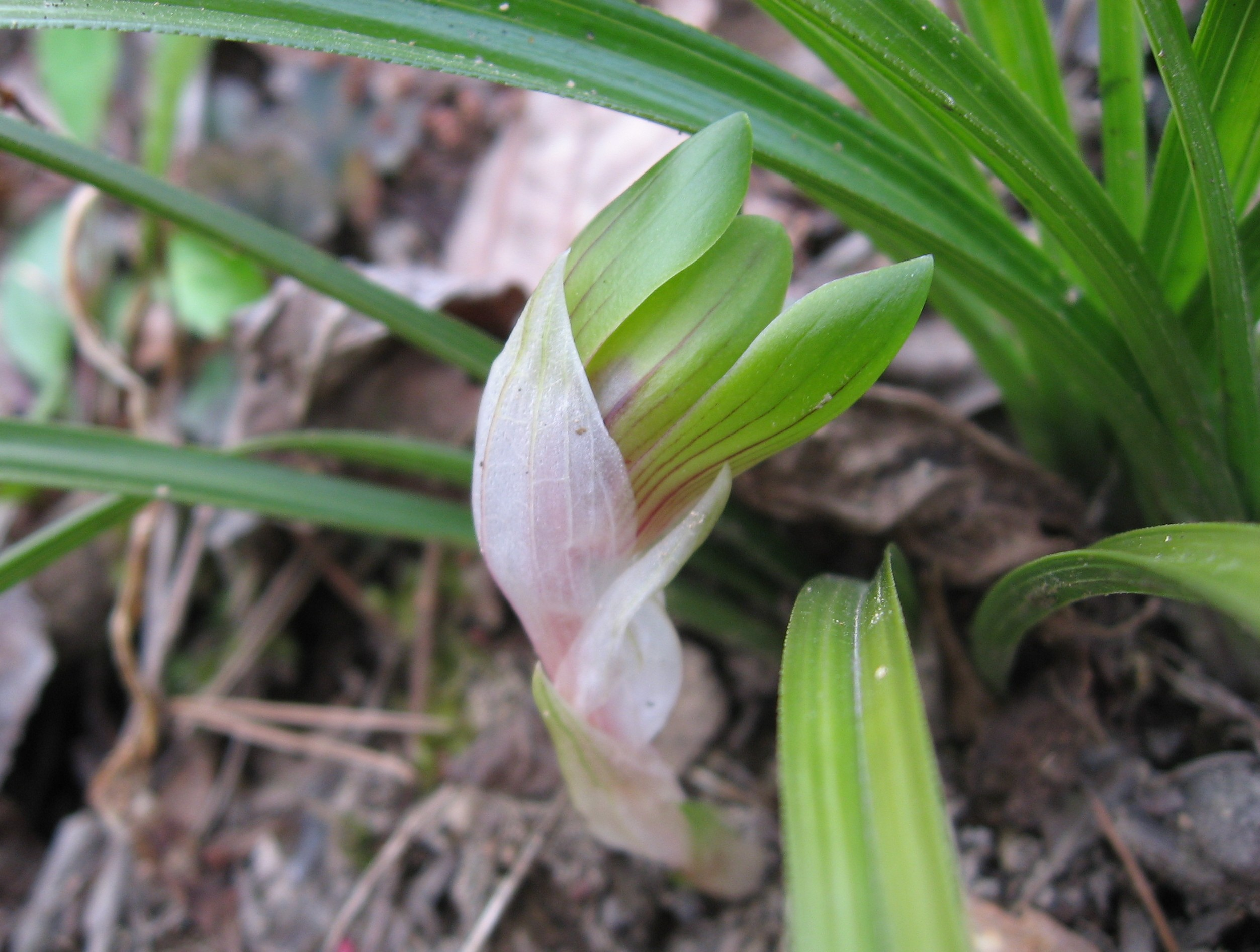
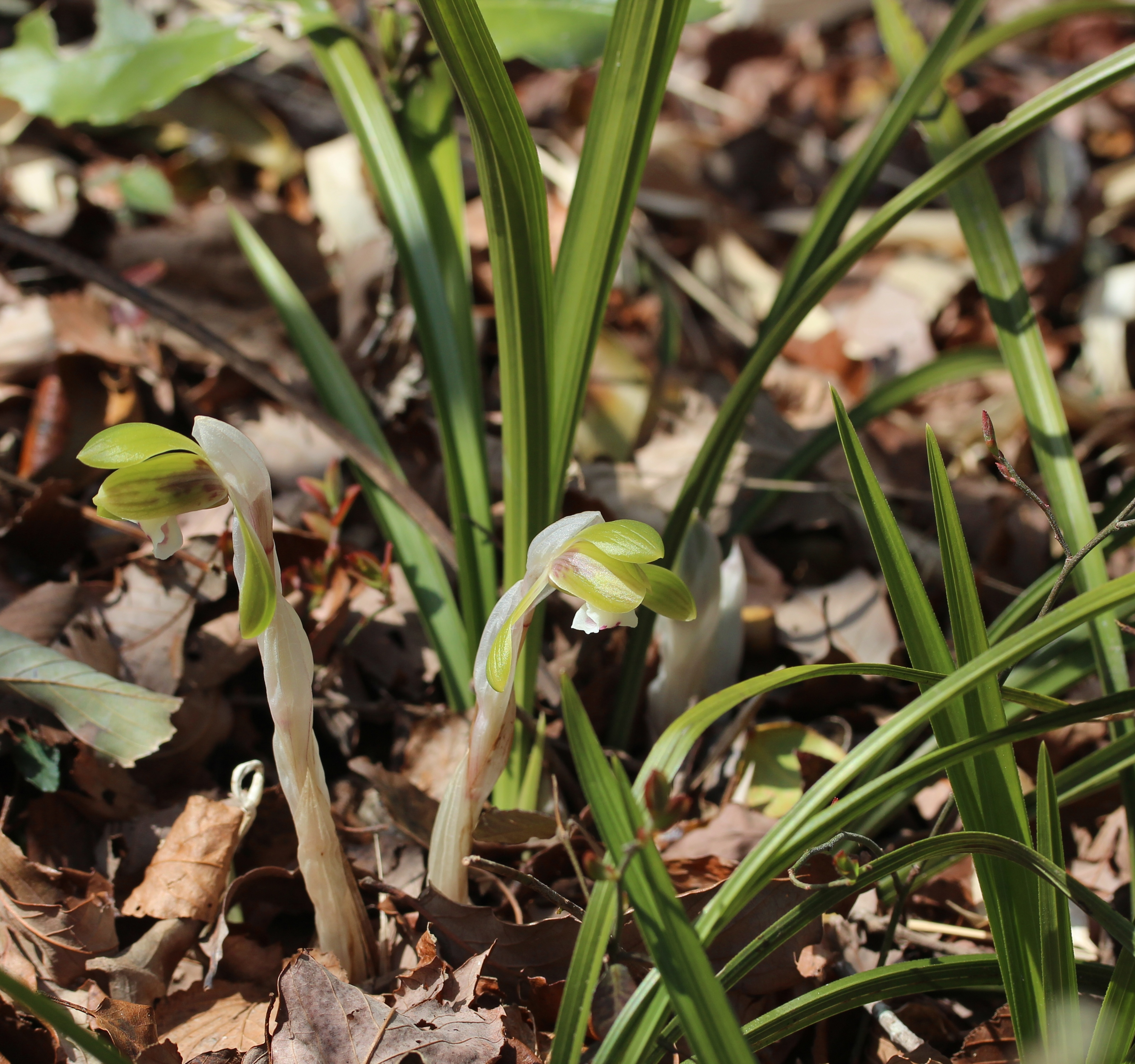
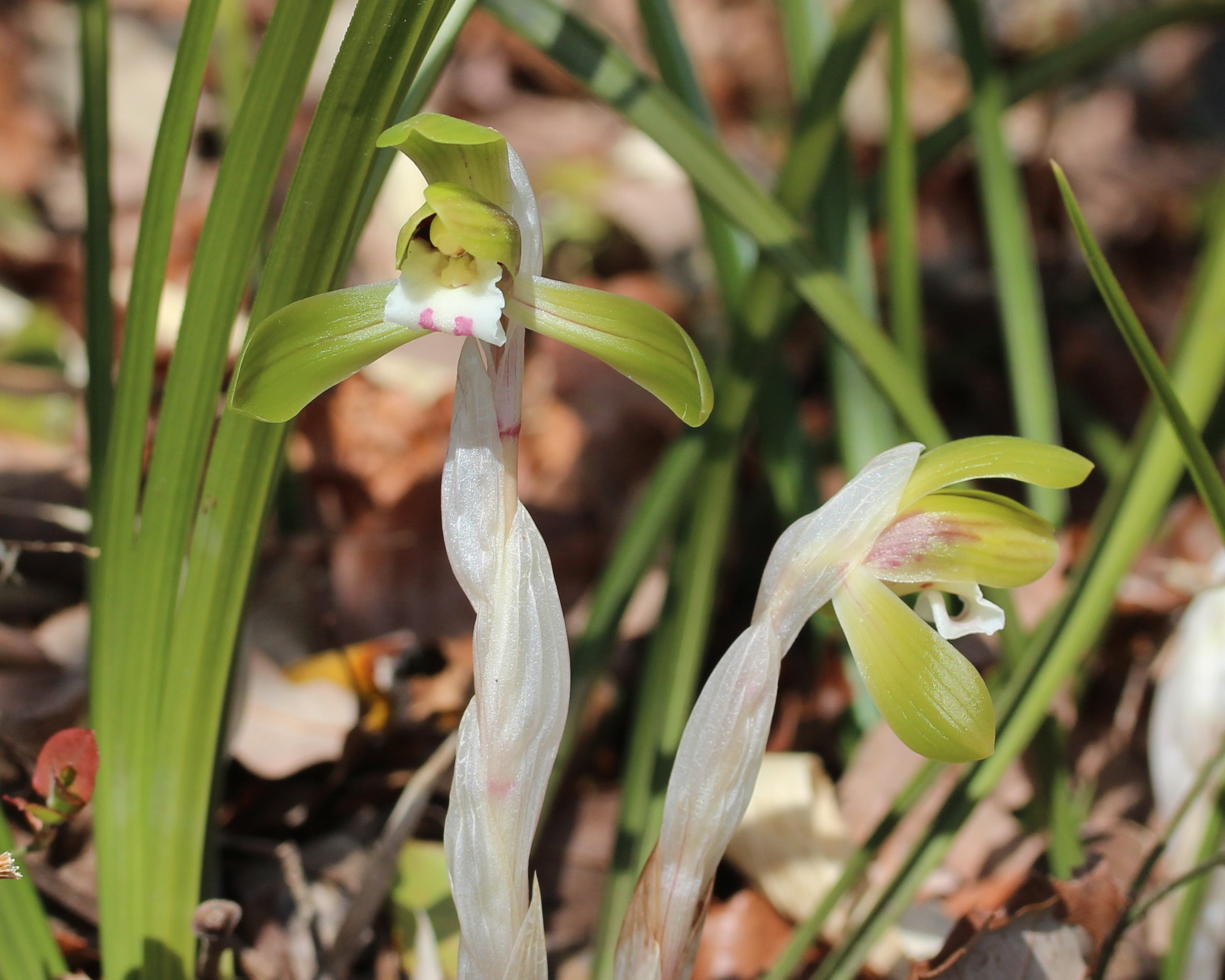